# 봄여름가을겨울 (빅뱅의 노래)
《봄여름가을겨울 (Still Life)》은 대한민국의 음악 그룹 BIGBANG의 디지털 싱글이자 사계절을 담은 노래이다.

## 개요
2022년 2월 7일, 소속사 YG 엔터테인먼트는 "빅뱅이 올봄 신곡을 발표할 예정"이며 또한, "신곡 녹음 작업은 모두 마쳤으며, 현재 뮤직 비디오 촬영을 앞두고 있다"고 발혔다.
2022년 3월 16일, 소속사 YG 엔터테인먼트는 신곡 뮤직 비디오 촬영을 최근 모두 마쳤다고 밝혔다.
2022년 3월 21일, YG 엔터테인먼트와 지드래곤, 태양의 SNS 계정에 'BIGBANG 0AM APR 05 2022'가 적힌 사진이 게시되면서 복귀 소식을 알렸다.
2022년 4월 5일 0시, 음원이 발매되었다. 2018년 3월 13일 발표한 꽃길 이후 약 4년 만의 복귀이다.

## 평가
2022년 4월 5일 0시, 발매 이후 아이튠즈 서비스 지역 33곳에서 차트 1위, 멜론 일간 차트 1위와 TOP100 차트 1위, QQ 뮤직, 라인 뮤직, 지니뮤직, 벅스, 플로 실시간 차트 1위를 기록했다. 같은 날, 유튜브에 게시된 뮤직 비디오가 1,000만 조회수를 기록했다. 또한, 일본 오리콘 디지털 싱글 일간 차트 1위를 기록했다.
2022년 4월 7일까지 집계된 오리콘 차트 기준, 유튜브 주간 차트 4위를 기록했다. 또한, 유튜브 뮤직 대한민국 지역 차트 기준, 인기곡 1위, 인기 뮤직 비디오 1위를 기록했다.
2022년 4월 9일까지 집계된 가온 차트 2022년 15주차 통계 기준, 디지털, 다운로드, 스트리밍, BGM, 벨소리, 통화연결음 주간 차트 1위를 기록했다.
2022년 4월 10일까지 집계된 오리콘 차트 기준, 디지털 싱글 주간 차트 2위, 스트리밍 주간 차트 9위를 기록했다.
2022년 4월 11일, 빌보드 글로벌 최신 차트 3위, 글로벌 200 차트 9위를 기록했다.
2022년 4월 14일까지 집계된 유튜브 뮤직 대한민국 지역 차트 기준, 인기 뮤직 비디오 1위를 기록했다.
발매일부터 2022년 4월 17일까지 13일간 유튜브 인기 급상승 음악 1위에 자리했다.
2022년 4월 16일까지 집계된 가온 차트 2022년 16주차 통계 기준, 디지털, 스트리밍, 벨소리, 통화연결음 주간 차트 1위를 기록했다.
2022년 4월 22일, 유튜브에 게시된 뮤직 비디오가 5,000만 조회수를 기록했다.

## 차트
| 차트                        | 차트                    | 최고 순위 |
| --------------------------- | ----------------------- | --------- |
| 대한민국 가온 차트          | 디지털 차트 (주간)      | 1         |
| 대한민국 가온 차트          | 다운로드 차트 (주간)    | 1         |
| 대한민국 가온 차트          | 스트리밍 차트 (주간)    | 1         |
| 대한민국 가온 차트          | BGM 차트 (주간)         | 1         |
| 대한민국 가온 차트          | 노래방 차트 (주간)      | 22        |
| 대한민국 가온 차트          | 벨소리 차트 (주간)      | 1         |
| 대한민국 가온 차트          | 통화연결음 차트 (주간)  | 1         |
| 일본 오리콘 차트            | 디지털 싱글 차트 (일간) | 1         |
| 일본 오리콘 차트            | 디지털 싱글 차트 (주간) | 2         |
| 일본 오리콘 차트            | 스트리밍 차트 (주간)    | 9         |
| 일본 오리콘 차트            | 유튜브 차트 (주간)      | 4         |
| 미국 빌보드 차트            | 빌보드 글로벌 최신 차트 | 3         |
| 미국 빌보드 차트            | 빌보드 글로벌 200       | 9         |
| 유튜브 뮤직 차트 (대한민국) | 인기곡                  | 1         |
| 유튜브 뮤직 차트 (대한민국) | 인기 뮤직 비디오        | 1         |

## 발매일
| 국가     | 날짜           | 포맷            | 레이블                    |
| -------- | -------------- | --------------- | ------------------------- |
| 대한민국 | 2022년 4월 5일 | 디지털 다운로드 | YG ENTERTAINMENT, YG PLUS |
| 전 세계  | 2022년 4월 5일 | 디지털 다운로드 | YG ENTERTAINMENT, YG PLUS |

## 같이 보기
- 코리아 K-Pop 핫 100 1위 목록